# 발리탕할리
《발리타 고》(타갈로그어: Balita Ko)는 필리핀의 정오 텔레비전 뉴스 프로그램이다.

## 같이 보기
- Q
- GMA 뉴스 TV